# Steven Yeun
Steven Yeun (rođen Yeun Sang-yeop, Seoul, Južna Koreja, 21. prosinca 1983.) je američki glumac korejskog podrijetla.

## Životopis
Yeun je rođen u Južnoj Koreji, a odrastao je u Troyu u Michiganu. Njegovi roditelji u vlasništvu su imali dva dućana za uljepšavanje u Detroitu. Diplomirao je psihologiju na Sveučilištu Kalamazoo 2005. godine. Njegov interes za glumu i improvizaciju došao je tijekom prve godine studiranja, kada je gledao glumačku skupinu Monkapult. Skupini se pridružio tijekom druge godine studiranja.
Svoju karijeru je nastavio u Chicagu gdje se preselio 2005. godine, s bratom.  Ubrzo se pridružio komedijskoj grupi "Stir Friday Night", koja se sastojala od azijsko-američkih članova. U listopadu 2009. godine preselio se u Los Angeles. Glumio je u četiri filma, od čega su tri kratka, te osam serija. Od serija značajna je uloga Glenna Rheea u seriji Živi mrtvaci.

## Vanjske poveznice
- Steven Yeun na Internet Movie Database